# Draghicevo, Pernik
Draghicevo (în bulgară Драгичево) este un sat în comuna Pernik, regiunea Pernik,  Bulgaria. 

## Demografie
Componența etnică a satului Draghicevo
     Bulgari (95,23%)
     Romi (1,27%)
     Nicio identificare (3,3%)
     Altele (0,18%)
La recensământul din 2011, populația satului Draghicevo era de 2.121 locuitori. Din punct de vedere etnic, majoritatea locuitorilor (95,23%) erau bulgari, cu o minoritate de romi (1,27%). Pentru 3,3% din locuitori nu este cunoscută apartenența etnică.